# داريل ر. ليندسي
داريل ر. ليندسي (بالإنجليزية: Darrell R. Lindsey)‏ هو طيار أمريكي، ولد في 30 ديسمبر 1919 في آيوا في الولايات المتحدة، وتوفي في 9 أغسطس 1944 في بونتواز في فرنسا.